# Gorgánok
A Gorgánok (ukránul: Ґорґани) hegység a Kárpátokban. Az Északkeleti-Kárpátok külső flisvonulatának része; a Mizunka és Prut folyók völgyei között húzódik, mintegy 75 km hosszan, a Viskivi-hágó és a Tatár-hágó között. Ukrajnában, Kárpátalja és az Ivano-frankivszki terület határán található. Legmagasabb pontja a Szivula (1836 m).

## Tájbeosztás
- A Kárpát–Pannon-térség természeti tájbeosztása szerint az Északkeleti-Kárpátok nagytáj, azon belül a Gorgánok vidéke középtáj részét képező kistáj. (Ebben a felosztásban a Belső-Gorgánok Máramarosi-Verhovina néven külön kistájnak minősülnek.)[1]
- Az Ukrajnában használt felosztás szerint az Ukrán-Kárpátokhoz (a Kárpátok Ukrajna területére eső részéhez), azon belül a Külső-Kárpátok és (a Belső-Gorgánok) a Verhovinai-vízválasztó-Kárpátok(wd) szerkezeti egységekhez tartozik.[3]
- Az Északkeleti-Kárpátokon belül a külső vonulathoz sorolható. Más felosztás szerint a Külső-Keleti-Kárpátok(wd) része.
- Lehatárolástól függően az Erdős-Kárpátoknak is a része.

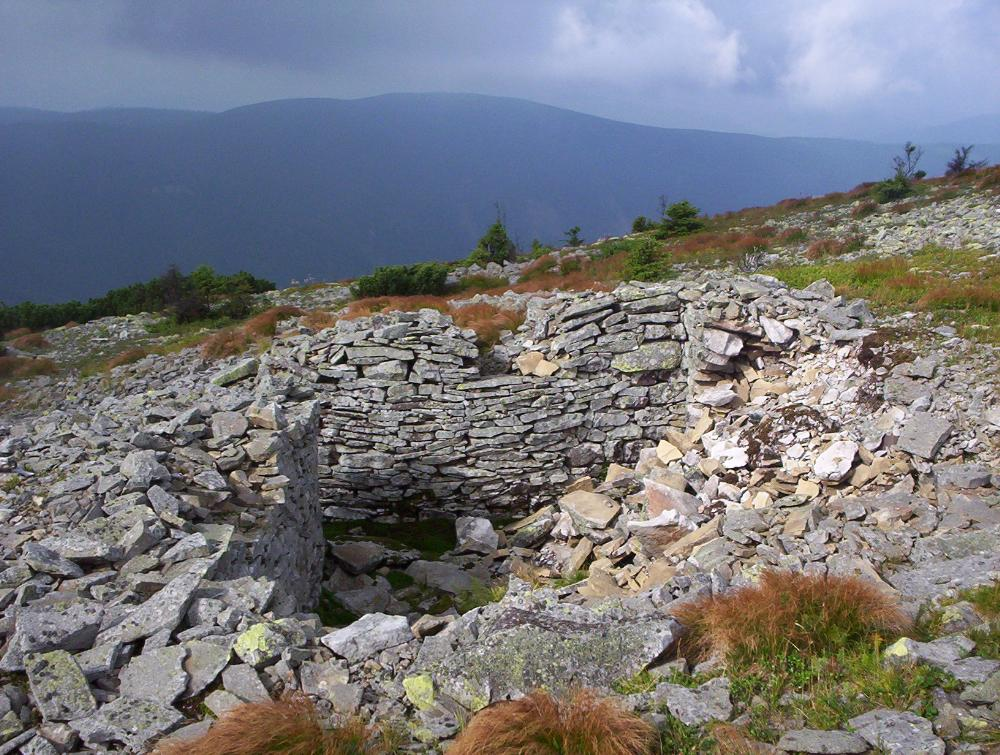
Lövészárok a Szivula gerincén

## Domborzat
Legmagasabb pontjai a Szivula (más néven Szivulja vagy Nagy-Szivula, 1836 m), a Kis-Szivula (1818 m), az Ihrovec (1804 m) és a Grofa (1748 m); jellemző magassága 1400–1800 m. Völgyei az északkeleti, Galíciai oldalon hosszan ereszkednek a Kelet-európai-síkságra. Jellemzőek a helyben gregotának nevezett kőomlások; a gregotákkal borított területeket nevezik gorgánoknak, amiről a hegység a nevét kapta.
- Szivula-gerinc(wd): Kis-Szivula (1818 m) – Szivula (1836 m) – Lopusna (1694 m) – Borevka (1596 m)
- Taupisz-gerinc(wd): Taupisz (1450 m) és más csúcsok (1455 m, 1464 m, 1499 m)
- Ihrovec-gerinc(wd): Rih (1646 m), Ihrovec(wd) (1804 m), Viszoka(wd) (1803 m)
- Dovbusanka-gerinc(wd): Dovbusanka(wd) (1754 m)
- Szinyak-gerinc(wd): Szinyak(wd) (1665 m), Kis-Gorgán(wd) (1592 m)
- Arsicja-gerinc(wd): Gorgan Ilemszkij(wd) (1587 m)
- Grofa(wd) (1748 m)
- Homjak(wd) (1542 m)[4][5]

## Vízrajz
Az északnyugat–délkelet irányban húzódó hegységet a Szvicsa, Limnicja, Szolotvini-Bisztricja, Nadvirnai-Bisztricja és Prut folyók délnyugat–északkeleti irányú völgyei tagolják. Folyóin zúgók, vízesések fordulnak elő. Jellemzőek a kis tavak.

## Élővilág, természetvédelem
Mintegy 1450 méteres tengerszint feletti magasságig a bükkösök és lucfenyvesek jellemzők. Ennél magasabban törpefenyvesek, kőgörgetegek és helyenként rétek terülnek el.
A hegység egy 5344 hektáros, az Ivano-frankivszki terület Nadvirnai járásában fekvő területe 1996 óta  élvez védettséget Gorgánok rezervátum néven. Ez a hegység magashegységi részén terül el; értékes erdőségein belül gyakoriak a lucfenyős–borókafenyős erdőtársulások, melyekben helyenként cédrusfenyő is előfordul. Az erdők a meredek hegyoldalakon védik a talajt az eróziótól, és segítik a nedvesség felhalmozódását a talajban. A terület 2017 óta A Kárpátok és más európai régiók ősbükkösei világörökségi helyszín része.

## Turizmus
A Gorgánokban található Bukovel, Kelet-Európa legnagyobb síterepe.